# 藤式部丞 (源氏物語)
藤式部丞（とうしきぶのじょう）とは、源氏物語に登場する架空の人物。

## 概要
第二帖「帚木」巻の中の“雨夜の品定め”と呼ばれる場面に登場する過去の女性体験を語る4人の人物の一人である。その呼称は藤原氏であり式部丞の官位にあることに由来するものと考えられるが、『源氏物語』の中ではここのみに登場する人物で、係累などは一切不明である。

## 藤式部丞の語る女性体験
「かしこき女」と呼ばれる女性との経験を語る。藤式部丞が文章生であった頃に師として学んでいた文章博士の娘のもとに通うことになり、父親である博士公認で正式な結婚を前提に付き合うことになった。その娘は才能ある人で、閨房の語らいにも、漢詩文を作ることなど朝廷に仕えるのに役立つ学問的なことを教えてくれて、感謝していたが、普段の語らいの中でも学問に関する問いかけをされることがたびたびあり、それに答えられないことが度々あったため心休まる妻としては考えられないようになり、次第に通う間隔が長くなった。久しぶりにたまたま訪れた際「今は風邪のため薬草を服しているので体から臭い匂いがする。匂いが抜けた頃にまた来てほしい」と言われたのを強引に会うとものすごい匂いがしたので逃げ出してしまいそれきりで関係が切れてしまった。

## モデル
「藤式部丞」のモデルについては、以下のようないくつかの説が唱えられている。
- 清少納言の夫として知られる橘則光[1]
- 紫式部の兄または弟とされる藤原惟規[2]
- 紫式部の父親藤原為時（藤原氏であり式部大丞の地位に就いていた）[3]。

## 本文中での表記
本文中では「藤式部丞」、「式部」、「藤式部大輔」（別本の国冬本）等と表記されている。